# BEC-BCS кросовер
У контексті ультрахолодних фермі-газів, кросовер BEC-BCS означає, що шляхом налаштування сили взаємодії (довжини розсіювання s-хвилі), газ переходить від стану конденсату Бозе — Ейнштейна (англ. BEC) до стану Куперівської пари теорії БКШ (англ. BCS), не стикаючись з фазовим переходом (звідси слово "кросовер").
Корисно знати також , що стан конденсату Бозе — Ейнштейна складається з двохатомних молекул, в той час як стан Куперівської пари складається з пари атомів. Молекули і пари відрізняються тим, що молекули локалізовані в реальному положенні простору, в той час як куперівські пари складаються з двох частинок з протилежними імпульсами. Таким чином, куперівські пари великі за розміром (значно більші, ніж відстань між частинками), в той час як молекули конденсату Бозе — Ейнштейна невеликі.